# Katarina Kat
Katarina Kat (Almá-Atá, República Socialista Soviética de Kazajistán; 19 de junio de 1984) es una actriz pornográfica kazaja.
Ella ha mencionado que durante gran parte de su vida trabajó como contorsionista y gimnasta aérea en un circo.

## Premios
- 2008 Premios AVN nominada – Mejor Performance Tease – Tear Jerkers 3[2]
- 2008 Premios AVN nominada – Estrella Desconocida del año[2]
- 2008 Premios AVN nominada – Mejor Escena de Trío Sexual – 1 Dick 2 Chicks 6[2]

## Galería de imágenes

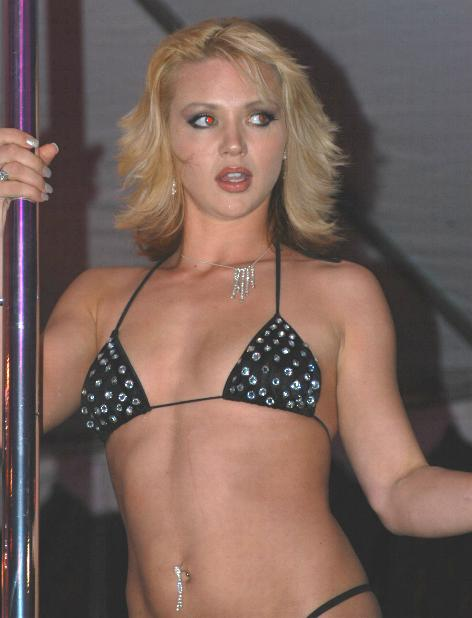
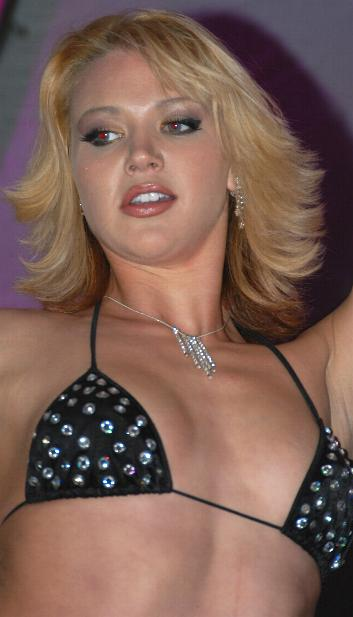
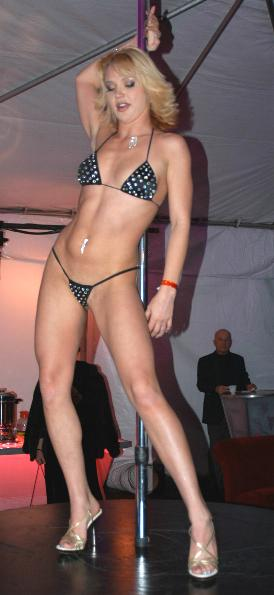
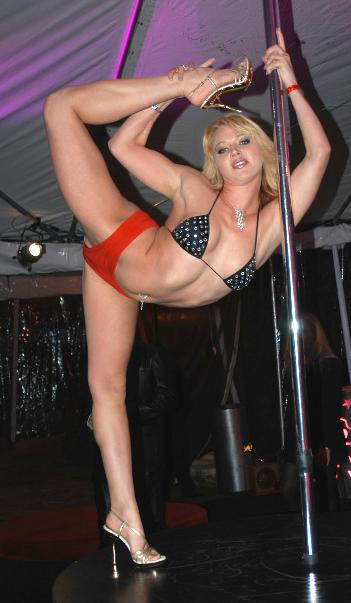
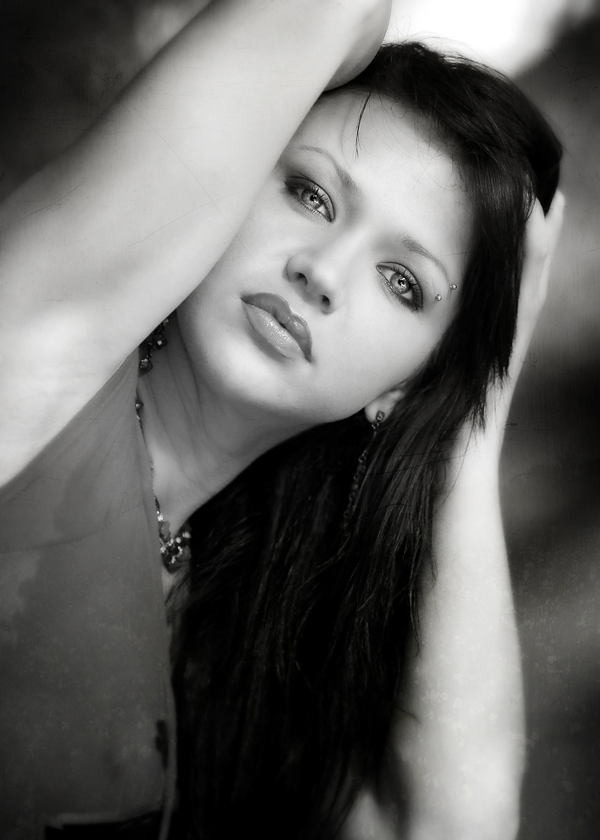